# Amir Abedzadeh
Amir Abedzadeh (persisch احمدرضا عابدزاده; * 26. April 1993 in Teheran) ist ein iranischer Fußballtorhüter und der Sohn von Ahmad Reza Abedzadeh.

## Karriere

### Klub
In seiner Jugend spielte er bis 2007 in der Jugend für den FC Persepolis. Danach zog seine Familie nach London und er spielte weiter in der Jugend des FC Brentford sowie später in der U18 auch bei Tottenham Hotspur. Ab der Saison 2009/10 fand er sich aber erst einmal im Non-League football wieder, wo er kurz für den London Tigers FC sowie weitere Amateur-Klubs auflief.
Nachdem er in Großbritannien keine Arbeitserlaubnis mehr erhalten hatte, führte ihn sein Weg ab Sommer 2011 anschließend in die USA zum Orange County SC in der USL, wo sein Vater als Trainer arbeitete. Für eine Ablöse in Höhe von 100.000 € wechselte er im Sommer 2012 wieder zurück in sein Heimatland zum FC Persepolis. In zwei kompletten Spielzeiten kam er hier jedoch kein einziges Mal zu Einsatzzeit. Nach einem Wechsel zu Rah Ahan (wo er erneut seinen Vater als Torwarttrainer hatte) zur Saison 2014/15 kam er hier zumindest auf sieben Spiele in der laufenden Runde. Nach dem Ende der Spielzeit wurde sein Vertrag dann aber auch nicht mehr verlängert.
Nach mehr als einem Jahr bekam er in Portugal ab Oktober 2016 einen Vertrag beim FC Barreirense. Hier machte er so positiv auf sich aufmerksam, dass er vom Erstligisten Marítimo Funchal verpflichtet wurde. Ab dem Ende der nächsten Saison begann er sich dann sogar schon als Stammtorhüter zu etablieren und spätestens ab der Spielzeit 2019/20 konnte er diese Position manifestieren. Während seiner Zeit in Portugal fand er sich in einigen Mannschaften der Woche wieder.
Seit der Saison 2021/22 spielt er für SD Ponferradina in der spanischen Segunda División.

### Nationalmannschaft
Sein erster bekannter Einsatz für die iranische Nationalmannschaft war ein 1:0-Freundschaftsspielsieg über Usbekistan am 19. Mai 2018. Anschließend gehörte er dann auch dem Kader der Mannschaft bei der Weltmeisterschaft 2018 an, bekam hier aber keine Einsatzzeit.
Nach zwei weiteren Freundschaftsspielen im Verlauf des Jahres 2018 kam er erst ab 2020 zu seinem nächsten Einsatz. Seit 2021 wurde er nun öfters in der erfolgreich verlaufenen Qualifikation für die Weltmeisterschaft 2022 eingesetzt.